# Láska je dobrej matroš
Láska je dobrej matroš je třídílná rozhlasová hra Petra Vodičky. Hru realizoval Český rozhlas v roce 2017.

## Děj
Hra popisuje osudy dívky Veroniky Karafiátové, která přichází do Prahy studovat vysokou školu ale hlavně hledat skutečnou lásku.

## Hrají
Šárka Vaculíková, Ivan Trojan, Natálie Drabiščáková, Luboš Veselý, Lucie Polišenská, Ondřej Rychlý, Veronika Lazorčáková, Anna Theimerová, Eva Leinweberová, Radovan Klučka, Miloš Mazal, Gustav Hašek, Martina Hudečková a další, dramaturgie: Kateřina Rathouská, hudba a zvukový design: Filip Veret. Režie: Petr Vodička.